# Mistrovství světa ve volejbale mužů 1998
14. mistrovství světa  ve volejbale mužů proběhlo v dnech 13. – 29. listopadu v Japonsku.
Turnaje se zúčastnilo 24 mužstev, rozdělených do šesti čtyřčlenných skupin. Z každé skupiny postoupily nejlepší dva týmy a čtyři nejlepší družstva na třetím místě do dvou čtvrtfinálových skupin. Družstva, která skončila ve čtvrtfinále na prvním a druhém místě, postoupila do play off o medaile. Družstva na třetím a čtvrtém místě hrála o 5. - 8. místo a družstva na pátém a šestém místě hrála o 9. - 12. místo. Týmy, které skončily v základní skupině na třetím a čtvrtém místě, na turnaji skunčily. Mistrem světa se stala Itálie.

## Výsledky a tabulky

### Skupina A
|    |           | ESP | JPN | KOR | EGY | V | P | Skóre | B |
| 1. | Španělsko | *** | 3:0 | 3:2 | 3:2 | 3 | 0 | 9:4   | 6 |
| 2. | Japonsko  | 0:3 | *** | 3:0 | 3:0 | 2 | 1 | 6:3   | 5 |
| 3. | Korea     | 2:3 | 0:3 | *** | 3:0 | 1 | 2 | 5:6   | 4 |
| 4. | Egypt     | 2:3 | 0:3 | 0:3 | *** | 0 | 3 | 2:9   | 3 |

 Korejská republika -  Egypt 3:0 (15:10, 15:7, 15:6) 
13. listopadu 1998 (15:30) - Fukuoka
 Španělsko -  Japonsko 3:0 (15:11, 15:9, 15:13) 
13. listopadu 1998 (18:30) - Fukuoka
 Španělsko -  Korejská republika 3:2 (7:15, 15:6, 13:15, 15:13, 16:14)
14. listopadu 1998 (15:30) - Fukuoka
 Japonsko -  Egypt 3:0 (15:9, 15:12, 15:9)
14. listopadu 1998 (18:40) - Fukuoka
 Španělsko -  Egypt 3:2 (9:15, 13:15, 15:9, 15:1, 16:14)
15. listopadu 1998 (12:00) - Fukuoka
 Japonsko -  Korejská republika 3:0 (15:8, 15:12, 15:2)
15. listopadu 1998 (15:00) - Fukuoka

### Skupina B
|    |         | ITA | USA | CAN | THA | V | P | Skóre | B |
| 1. | Itálie  | *** | 3:1 | 3:0 | 3:0 | 3 | 0 | 9:1   | 6 |
| 2. | USA     | 1:3 | *** | 3:1 | 3:0 | 2 | 1 | 7:4   | 5 |
| 3. | Kanada  | 0:3 | 1:3 | *** | 3:0 | 1 | 2 | 4:6   | 4 |
| 4. | Thajsko | 0:3 | 0:3 | 0:3 | *** | 0 | 3 | 0:9   | 3 |

 Itálie -  Kanada 3:0 (15:10, 15:13, 15:2)
13. listopadu 1998 (14:15) - Kóbe
 USA -  Thajsko 3:0 (15:3, 15:9, 15:1) 
13. listopadu 1998 (17:15) - Kóbe
 Itálie -  Thajsko 3:0 (15:0, 15:2, 15:3) 
14. listopadu 1998 (14:15) - Kóbe
 USA -  Kanada 3:1 (6:15, 15:9, 16:14, 15:13)
14. listopadu 1998 (16:00) - Kóbe
 Kanada -  Thajsko 3:0 (15:3, 15:7, 15:1) 
15. listopadu 1998 (14:15) - Kóbe
 Itálie -  USA 3:1 (15:4, 15:7, 12:15, 15:7)
15. listopadu 1998 (16:00) - Kóbe

### Skupina C
|    |            | NED | CHN | UKR | CZE | V | P | Skóre | B |
| 1. | Nizozemsko | *** | 3:1 | 3:0 | 3:1 | 3 | 0 | 9:2   | 6 |
| 2. | Čína       | 1:3 | *** | 3:1 | 3:0 | 2 | 1 | 7:4   | 5 |
| 3. | Ukrajina   | 0:3 | 1:3 | *** | 3:0 | 1 | 2 | 4:6   | 4 |
| 4. | Česko      | 1:3 | 0:3 | 0:3 | *** | 0 | 3 | 1:9   | 3 |

 Čína -  Ukrajina 3:1 (14:16, 15:13, 15:12, 15:8)
13. listopadu 1998 (14:00) - Sendai
 Nizozemsko -  Česko 3:1 (15:9, 13:15, 15:13, 15:4)
13. listopadu 1998 (18:00) - Sendai
 Nizozemsko -  Ukrajina 3:0 (15:8, 15:10, 15:7) 
14. listopadu 1998 (14:00) - Sendai
 Čína -  Česko 3:0 (15:9, 15:9, 15:10) 
14. listopadu 1998 (17:00) - Sendai
 Ukrajina -  Česko 3:0 (15:5, 15:6, 15:6) 
15. listopadu 1998 (11:00) - Sendai
 Nizozemsko -  Čína 3:1 (9:15, 15:11, 15:7, 15:9)
15. listopadu 1998 (14:00) - Sendai

### Skupina D
|    |           | CUB | ARG | POL | IRN | V | P | Skóre | B |
| 1. | Kuba      | *** | 3:0 | 3:0 | 3:0 | 3 | 0 | 9:0   | 6 |
| 2. | Argentina | 1:3 | *** | 3:1 | 3:0 | 2 | 1 | 6:4   | 5 |
| 3. | Polsko    | 0:3 | 1:3 | *** | 3:0 | 1 | 2 | 4:6   | 4 |
| 4. | Írán      | 0:3 | 0:3 | 0:3 | *** | 0 | 3 | 0:9   | 3 |

 Argentina -  Írán 3:0 (15:9, 15:3, 15:7) 
13. listopadu 1998 (15:00) - Sapporo
 Kuba -  Polsko 3:0 (15:10, 15:9, 15:11) 
13. listopadu 1998 (18:00) - Sapporo
 Kuba -  Írán 3:0 (15:2, 15:5, 15:7) 
14. listopadu 1998 (13:00) - Sapporo
 Argentina -  Polsko 3:1 (14:16, 15: 5, 15:7, 15:8)
14. listopadu 1998 (16:00) - Sapporo
 Polsko -  Írán 3:0 (15:5, 15:2, 15:8) 
15. listopadu 1998 (12:00) - Sapporo
 Kuba -  Argentina 3:0 (15:7, 15:8, 15:9)
13. listopadu 1998 (15:00) - Sapporo

### Skupina E
|    |           | BRA | BUL | GRE | ALG | V | P | Skóre | B |
| 1. | Brazílie  | *** | 3:0 | 3:0 | 3:0 | 3 | 0 | 9:0   | 6 |
| 2. | Bulharsko | 0:3 | *** | 3:2 | 3:0 | 2 | 1 | 6:5   | 5 |
| 3. | Řecko     | 0:3 | 2:3 | *** | 3:1 | 1 | 2 | 5:7   | 4 |
| 4. | Alžírsko  | 0:3 | 0:3 | 1:3 | *** | 0 | 3 | 1:9   | 3 |

 Bulharsko -  Alžírsko 3:0 (15:6, 15:12, 15:13) 
13. listopadu 1998 (15:30) - Kawasaki
 Brazílie -  Řecko 3:0 (15:6, 15:13, 15:6) 
13. listopadu 1998 (18:30) - Kawasaki
 Brazílie -  Alžírsko 3:0 (15: 2, 15: 8, 15:6) 
14. listopadu 1998 (15:30) - Kawasaki
 Bulharsko -  Řecko 3:2 (15:11, 10:15, 16:14, 11:15, 15:9)
14. listopadu 1998 (18:30) - Kawasaki
 Řecko -  Alžírsko 3:1 (15:9, 15:11, 13:15, 15:12) 
15. listopadu 1998 (15:30) - Kawasaki
 Brazílie -  Bulharsko 3:0 (15:4, 15:8, 15:6)
15. listopadu 1998 (18:30) - Kawasaki

### Skupina F
|    |            | YUG | RUS | AUS | TUR | V | P | Skóre | B |
| 1. | Jugoslávie | *** | 3:2 | 3:0 | 3:0 | 3 | 0 | 9:2   | 6 |
| 2. | Rusko      | 2:3 | *** | 3:0 | 3:0 | 2 | 1 | 8:3   | 5 |
| 3. | Austrálie  | 0:3 | 0:3 | *** | 3:2 | 1 | 2 | 3:8   | 4 |
| 4. | Turecko    | 0:3 | 0:3 | 2:3 | *** | 0 | 3 | 2:9   | 3 |

 Jugoslávie -  Austrálie 3:0 (16:14, 15:5, 15:9) 
13. listopadu 1998 (14:00) - Uozu
 Rusko -  Turecko 3:0 (15:6, 15:7, 15:6) 
13. listopadu 1998 (16:30) - Uozu
 Rusko -  Austrálie 3:0 (15:4, 15:7, 15:9) 
14. listopadu 1998 (13:00) - Uozu
 Jugoslávie -  Turecko 3:0 (15:7, 15:3, 15:6) 
14. listopadu 1998 (15:30) - Uozu
 Jugoslávie -  Rusko 3:2 (14:16, 14:16, 15:6, 15:12, 16:14)
15. listopadu 1998 (15:30) - Uozu
 Austrálie -  Turecko 3:2 (15:8, 9:15, 9:15, 15:13, 15:10)
15. listopadu 1998 (13:00) - Uozu

### Čtvrtfinále

#### Skupina A
|    |           | BRA | CUB | ESP | BUL | CAN | ARG | KOR | JPN | V | P | Skóre | B  |
| 1. | Brazílie  | *** | 3:0 | 3:1 | 3:1 | 3:0 | 3:1 | 3:0 | 3:0 | 7 | 0 | 21:3  | 14 |
| 2. | Kuba      | 0:3 | *** | 3:2 | 3:1 | 3:1 | 3:0 | 3:0 | 3:1 | 6 | 1 | 18:8  | 13 |
| 3. | Španělsko | 1:3 | 2:3 | *** | 3:0 | 2:3 | 3:1 | 3:0 | 3:2 | 4 | 3 | 17:12 | 11 |
| 4. | Bulharsko | 1:3 | 1:3 | 0:3 | *** | 3:0 | 3:2 | 3:1 | 3:2 | 4 | 3 | 14:14 | 11 |
| 5. | Kanada    | 0:3 | 1:3 | 3:2 | 0:3 | *** | 3:1 | 1:3 | 3:1 | 3 | 4 | 11:16 | 10 |
| 6. | Argentina | 1:3 | 0:3 | 1:3 | 2:3 | 1:3 | *** | 3:0 | 3:1 | 2 | 5 | 11:16 | 9  |
| 7. | Korea     | 0:3 | 0:3 | 0:3 | 1:3 | 3:1 | 0:3 | *** | 3:0 | 2 | 5 | 7:18  | 9  |
| 8. | Japonsko  | 0:3 | 1:3 | 2:3 | 2:3 | 1:3 | 1:3 | 2:3 | *** | 0 | 7 | 9:21  | 7  |

 Španělsko -  Korejská republika 3:0 (15:7, 15:6, 15:11) 
18. listopadu 1998 (10:00) - Ósaka
 Brazílie -  Kanada 3:0 (15:6, 15:9, 15:3) 
18. listopadu 1998 (12:30) - Ósaka
 Kuba -  Bulharsko 3:1 (15:12, 17:16, 13:15, 15:4) 
18. listopadu 1998 (15:30) - Ósaka
 Argentina -  Japonsko 3:1 (15:12, 15:12, 12:15, 15:10) 
18. listopadu 1998 (18:30) - Ósaka
 Kuba -  Kanada 3:1 (15:10, 10:15, 15:12, 15:5) 
19. listopadu 1998 (10:00) - Ósaka
 Bulharsko -  Argentina 3:2 (15:8, 16:17, 15:7, 10:15, 15:9)
19. listopadu 1998 (12:50) - Ósaka
 Brazílie -  Korejská republika 3:0 (15:13, 15:5, 15:9) 
19. listopadu 1998 (15:50) - Ósaka
 Španělsko -  Japonsko 3:2 (15:5, 13:15, 15:8, 11:15, 15:12)
19. listopadu 1998 (18:30) - Ósaka
 Španělsko -  Bulharsko 3:0 (17:15, 15:4, 15:11) 
21. listopadu 1998 (10:00) - Ósaka
 Kanada -  Argentina 3:1 (15:11, 10:15, 15:4, 15:6)
21. listopadu 1998 (12:30) - Ósaka
 Kuba -  Korejská republika 3:0 (15:13, 15:6, 15:7)
21. listopadu 1998 (15:00) - Ósaka
 Brazílie -  Japonsko 3:0 (15:11, 15:9, 15:13)
21. listopadu 1998 (18:00) - Ósaka
 Argentina -  Korejská republika 3:0 (15:13, 15:10, 15:5) 
22. listopadu 1998 (10:00) - Ósaka
 Kanada -  Španělsko 3:2 (11:15, 15:9 12,:15, 16:14, 18:16)
22. listopadu 1998 (12:30) - Ósaka
 Brazílie -  Bulharsko 3:1 (16:17, 15:7, 15:5, 15:12) 
22. listopadu 1998 (15:45) - Ósaka
 Kuba -  Japonsko 3:1 (15:9, 12:15, 15:10, 17:16) 
22. listopadu 1998 (19:05) - Ósaka
 Španělsko -  Argentina 3:1 (6:15, 15:6, 17:15, 15:5) 
24. listopadu 1998 (10:00) - Ósaka
 Brazílie -  Kuba 3:0 (15:11, 15:7, 15:2) 
24. listopadu 1998 (12:50) - Ósaka
 Bulharsko -  Kanada 3:0 (15:6, 15:9, 15:12)
24. listopadu 1998 (15:30) - Ósaka
 Korejská republika -  Japonsko 3:2 (15:13, 15:8, 8:15, 9:15, 15:12)
24. listopadu 1998 (18:30) - Ósaka
 Kuba -  Španělsko 3:2 (12:15, 15:4, 15:5, 7:15, 15:12)
25. listopadu 1998 (10:00) - Ósaka
 Brazílie -  Argentina 3:1 (15:11, 7:15, 15:2, 15:10) 
25. listopadu 1998 (12:30) - Ósaka
 Bulharsko -  Korejská republika 3:1 (11:15, 15:10, 15:8, 16:14) 
25. listopadu 1998 (15:30) - Ósaka
 Kanada -  Japonsko 3:1 (11:15, 15:8, 15:9, 15:9) 
25. listopadu 1998 (18:30) - Ósaka
 Kuba -  Argentina 3:0 (15:12, 15:4, 15:12) 
26. listopadu 1998 (10:00) - Ósaka
 Brazílie -  Španělsko 3:1 (15:4, 13:15, 15:5, 15:9) 
26. listopadu 1998 (12:30) - Ósaka
 Korejská republika -  Kanada 3:1 (7:15, 15:9, 15:11, 15:5) 
26. listopadu 1998 (15:30) - Ósaka
 Bulharsko -  Japonsko 3:2 (10:15, 17:15, 15:12, 13:15, 15:10)
26. listopadu 1998 (18:30) - Ósaka

#### Skupina B
|    |            | YUG | ITA | RUS | NED | USA | UKR | GRE | CHN | V | P | Skóre | B  |
| 1. | Jugoslávie | *** | 3:0 | 1:3 | 3:0 | 3:0 | 3:0 | 3:1 | 3:0 | 6 | 1 | 19:4  | 13 |
| 2. | Itálie     | 0:3 | *** | 3:1 | 3:0 | 3:0 | 3:0 | 3:0 | 3:0 | 6 | 1 | 18:4  | 13 |
| 3. | Rusko      | 3:1 | 1:3 | *** | 3:0 | 3:2 | 3:0 | 3:1 | 3:1 | 5 | 2 | 19:8  | 12 |
| 4. | Nizozemsko | 0:3 | 0:3 | 0:3 | *** | 3:0 | 3:1 | 3:0 | 3:0 | 4 | 3 | 12:10 | 11 |
| 5. | USA        | 0:3 | 0:3 | 2:3 | 0:3 | *** | 2:3 | 3:0 | 3:0 | 2 | 5 | 10:15 | 9  |
| 6. | Ukrajina   | 0:3 | 0:3 | 0:3 | 1:3 | 3:2 | *** | 3:1 | 1:3 | 2 | 5 | 8:18  | 9  |
| 7. | Řecko      | 1:3 | 0:3 | 1:3 | 0:3 | 0:3 | 1:3 | *** | 3:1 | 1 | 6 | 6:19  | 8  |
| 8. | Čína       | 0:3 | 0:3 | 1:3 | 0:3 | 0:3 | 3:1 | 1:3 | *** | 1 | 6 | 5:19  | 8  |

 Rusko -  USA 3:2 (13:15, 15:13, 12:15, 15:7, 15:7)
18. listopadu 1998 (10:00) - Čiba
 Nizozemsko -  Řecko 3:0 (15:2, 15:8, 15:4) 
18. listopadu 1998 (13:45) - Čiba
 Jugoslávie -  Čína 3:0 (15:4, 15:5, 15:4) 
18. listopadu 1998 (15:30) - Čiba
 Itálie -  Ukrajina 3:0 (15:7, 15:12, 15:3) 
18. listopadu 1998 (18:30) - Čiba
 Jugoslávie -  Řecko 3:1 (11:15, 15:3, 15:9, 15:5) 
19. listopadu 1998 (10:00) - Čiba
 Rusko -  Čína 3:1 (15:8, 16:17, 17:16, 15:9) 
19. listopadu 1998 (12:30) - Čiba
 Nizozemsko -  Ukrajina 3:1 (14:16, 15:11, 15:8, 16:14)
19. listopadu 1998 (15:30) - Čiba
 Itálie -  USA 3:0 (15:6, 15:2, 15:12) 
19. listopadu 1998 (18:30) - Čiba
 Rusko -  Řecko 3:1 (12:15, 15:6, 15:11, 15:6) 
21. listopadu 1998 (10:00) - Čiba
 Jugoslávie -  Ukrajina 3:0 (15:9, 15:10, 15:1) 
21. listopadu 1998 (12:30) - Čiba
 Nizozemsko -  USA 3:0 (15:12, 15:6, 15:11) 
21. listopadu 1998 (15:00) - Čiba
 Itálie -  Čína 3:0 (15:5, 15:4, 15:5) 
21. listopadu 1998 (18:00) - Čiba
 Jugoslávie -  USA 3:0 (15:6, 15:10, 15:8) 
22. listopadu 1998 (10:00) - Čiba
 Rusko -  Ukrajina 3:0 (17:15, 15:6, 15:6) 
22. listopadu 1998 (12:30) - Čiba
 Itálie -  Řecko 3:0 (15:5, 15:13, 15:1) 
22. listopadu 1998 (15:00) - Čiba
 Nizozemsko -  Čína 3:0 (15:5, 15:3, 15:8) 
22. listopadu 1998 (18:00) - Čiba
 Jugoslávie -  Nizozemsko 3:0 (15:9, 15:4, 15:13) 
24. listopadu 1998 (10:00) - Čiba
 Řecko -  Čína 3:1 (12:15, 15:11, 15:8, 15:12) 
24. listopadu 1998 (12:30) - Čiba
 Ukrajina -  USA 3:2 (15:12, 4:15, 15:12, 6:15, 15:8)
24. listopadu 1998 (15:30) - Čiba
 Itálie -  Rusko 3:1 (15:3, 15:8, 11:15, 15:9) 
24. listopadu 1998 (18:30) - Čiba
 USA -  Řecko 3:0 (15:9, 15:11, 15:11) 
25. listopadu 1998 (10:00) - Čiba
 Čína -  Ukrajina 3:1 (15:10, 10:15, 15:10, 16:14) 
25. listopadu 1998 (12:35) - Čiba
 Jugoslávie -  Itálie 3:0 (15:12, 15:13, 15:13) 
25. listopadu 1998 (15:30) - Čiba
 Rusko -  Nizozemsko 3:0 (15:6, 15:12, 15:11) 
25. listopadu 1998 (18:30) - Čiba
 USA -  Čína 3:0 (15:11, 15:8, 15:4) 
26. listopadu 1998 (10:00) - Čiba
 Ukrajina -  Řecko 3:1 (15:3, 12:15, 15:3, 15:2) 
26. listopadu 1998 (12:30) - Čiba
 Rusko -  Jugoslávie 3:1 (3:15, 15:13, 15:3, 15:11) 
26. listopadu 1998 (15:30) - Čiba
 Itálie -  Nizozemsko 3:0 (15:2, 15:7, 15:1)
26. listopadu 1998 (18:30) - Čiba

### Semifinále
Jugoslávie -  Kuba 3:1 (15:3, 15:12, 14:16, 15:10) 
28. listopadu 1998 (18:00) - Tokio
 Itálie -  Brazílie 3:2 (15:10, 13:15, 15:11, 10:15, 15:10)
28. listopadu 1998 (19:05) - Tokio

### Finále
Itálie -  Jugoslávie 3:0 (15:12, 15:5, 15:10) 
29. listopadu 1998 (18:00) - Tokio

### O 3. místo
Kuba -  Brazílie 3:1 (12:15, 15:6, 15:11, 15:12)
29. listopadu 1998 (13:00) - Tokio

### O 5. - 8. místo
Rusko -  Bulharsko 3:0 (15:13, 15:2, 15:7) 
28. listopadu 1998 (12:00) - Tokio
 Nizozemsko -  Španělsko 3:2 (13:15, 16:17, 15:12, 15:10, 15:10)
28. listopadu 1998 (15:00) - Tokio

### O 5. místo
Rusko -  Nizozemsko 3:0 (15:7, 15:12, 15:12)
29. listopadu 1998 (12:00) - Tokio

### O 7. místo
Bulharsko -  Španělsko 3:1 (15:11, 15:7, 12:15, 15:11) 
29. listopadu 1998 (15:00) - Tokio

### O 9. - 12. místo
USA -  Argentina 3:2 (15:10, 15:11, 11:15, 13:15, 15:9)
28. listopadu 1998 (12:00) - Tokio
 Ukrajina -  Kanada 3:0 (15:11, 15:13, 15:11)
28. listopadu 1998 (15:15) - Tokio

### O 9. místo
USA -  Ukrajina 3:0 (16:14, 15:12, 15:10) 
29. listopadu 1998 (16:00) - Tokio

### O 12. místo
Argentina -  Kanada 3:0 (15:7, 15:10, 15:6) 
29. listopadu 1998 (10:00) - Tokio

## Soupisky
1.  Itálie
| - Andrea Gardini - Marco Meoni - Pasquale Gravina - Ferdinando De Giorgi | - Alessandro Fei - Samuele Papi - Andrea Sartoretti - Marco Bracci | - Simone Rosalba - Mirko Corsano - Andrea Giani - Michele Pasinato |

2.  Jugoslávie
| - Djordje Djuric - Vladimir Batez - Zeljko Tanaskovic - Slobodan Boskan | - Dula Mester - Nikola Grbic - Vladimir Grbic - Andrija Geric | - Goran Vujevic - Ivan Miljkovic - Veljko Petkovic - Igor Vusurovic |

3.  Kuba
| - Rodolfo Sanchez Sanchez - Alexis Argilagos Segura - Angel Dennis Diaz - Pavel Pimenta Allen | - Raul Diago Izquierdo - Tomas Aldazabal Manzano - Osbaldo Hernandez Chambell - Ramon Gato Moya | - Alain Roca Borrero - Ihosvany Hernandez Rivera - Yosenki Garcia Diaz - Gilman Cao Herrera |

19.  Česko
| - Petr Pešl - Jiří Novák - Stanislav Pochop - Milan Bican | - Přemysl Kubala - Martin Hroch - Luděk Černoušek - Petr Karabec | - Pavel Řezníček - Milan Hadrava - P. Konečný - Petr Galis |

- Trenéři: Michal Nekola, Jiří Vojík

## Konečné pořadí
| 14.              | Mistrovství světa 1998 | Z  | V  | P | Skóre | B  |
| ---------------- | ---------------------- | -- | -- | - | ----- | -- |
| Zlatá medaile    | Itálie                 | 12 | 11 | 1 | 33:7  | 23 |
| Stříbrná medaile | Jugoslávie             | 12 | 10 | 2 | 31:10 | 22 |
| Bronzová medaile | Kuba                   | 12 | 10 | 2 | 30:12 | 22 |
| 4.               | Brazílie               | 12 | 10 | 2 | 33:9  | 22 |
| 5.               | Rusko                  | 12 | 10 | 2 | 33:11 | 22 |
| 6.               | Nizozemsko             | 12 | 8  | 4 | 24:17 | 20 |
| 7.               | Bulharsko              | 12 | 7  | 5 | 23:23 | 19 |
| 8.               | Španělsko              | 12 | 7  | 5 | 29:22 | 19 |
| 9.               | USA                    | 12 | 6  | 6 | 23:21 | 18 |
| 10.              | Ukrajina               | 12 | 4  | 8 | 15:27 | 16 |
| 11.              | Argentina              | 12 | 5  | 7 | 22:23 | 17 |
| 12.              | Kanada                 | 12 | 4  | 8 | 15:28 | 16 |
| 13.              | Jižní Korea            | 10 | 3  | 7 | 12:23 | 13 |
| 13.              | Řecko                  | 10 | 2  | 8 | 11:26 | 12 |
| 15.              | Čína                   | 10 | 3  | 7 | 12:23 | 13 |
| 15.              | Japonsko               | 10 | 2  | 8 | 15:24 | 12 |
| 17.              | Polsko                 | 3  | 1  | 2 | 4:6   | 4  |
| 17.              | Austrálie              | 3  | 1  | 2 | 3:8   | 4  |
| 19.              | Egypt                  | 3  | 0  | 3 | 2:9   | 3  |
| 19.              | Turecko                | 3  | 0  | 3 | 2:9   | 3  |
| 19.              | Alžírsko               | 3  | 0  | 3 | 1:9   | 3  |
| 19.              | Česko                  | 3  | 0  | 3 | 1:9   | 3  |
| 19.              | Írán                   | 3  | 0  | 3 | 0:9   | 3  |
| 19.              | Thajsko                | 3  | 0  | 3 | 0:9   | 3  |